# Sjongnu
Sjungnu, naziv je za konfederaciju nomadskih plemena središnje Azije, na čijem je čelu bila vladajuća klasa nepoznatog porekla. Većina informacija o Sjungnima dolazi iz kineskih izvora, pa su imena i titule poznata isključivo po kineskim transliteracijama.
Identitet i podreklo vladajuće klase Sjungnua je zbog malog broja sačuvanih imena, titula i reči, predmet brojnih i različitih hipoteza među istoričarima. Kao mogući preci, odnosno srodnici Sjungnua se spominju razni iranski, mongolski, turkijski i jenisejski narodi Prilično je popularna hipoteza kojoj su Sjungnu zapravo Huni, iako za to nema čvrstih dokaza.
Kineski izvori iz 3. veka p. n. e. navode kako su Sjungnu stvorili carstvo pod Modu Čanjuom (koji je postao njihov vrhovni vođa 209. p. n. e.) a koje se prostiralo preko granica današnje Mongolije. U drugom veku pne porazili su i u progonstvo najerali dotada dominantni narod Juedži, te postali gospodarima stepa na severu današnje Kine. Takođe su bili aktivni u južnom Sibiru, zapadnoj Mandžuriji i savremenim kineskim pokrajinama Unutrašnja Mongolija, Gansu i Sinkjang. Ta nomadska plemena su se smatrala toliko moćnim da je dinastija Ćin otpočela izgradnju Velikog zida kako bi zaštitila Kinu od njihovih napadaja. Odnosi Sjungnua i ranih kineskih dinastija su bili složeni, od čestih vojnih sukoba i intriga, preko složenih sistema plaćanja danka, trgovine i bračnih saveza.

## Literatura
- Ban Gu et al., Book of Han, esp. vol. 94, part 1, part 2.
- Fan Ye et al., Book of the Later Han, esp. vol. 89.
- Sima Qian et al., Records of the Grand Historian, esp. vol. 110.
- Adas, Michael. (2001), Agricultural and Pastoral Societies in Ancient and Classical History, American Historical Association/Temple University Press.
- Bailey, Harold W. (1985). Indo-Scythian Studies: being Khotanese Texts, VII. Cambridge University Press. JSTOR 312539. Приступљено 30. 5. 2015.
- Barfield, Thomas. (1989), The Perilous Frontier. Basil Blackwell.
- Beckwith, Christopher I. (16. 3. 2009). Empires of the Silk Road: A History of Central Eurasia from the Bronze Age to the Present. Princeton University Press. ISBN 978-0-691-13589-2. Приступљено 30. 5. 2015.
- Brosseder, Ursula, and Bryan Miller. (2011). Xiongnu Archaeology: Multidisciplinary Perspectives of the First Steppe Empire in Inner Asia. Bonn: Freiburger Graphische Betriebe- Freiburg..
- Csányi, B. et al. 2008. Y-Chromosome Analysis of Ancient Hungarian and Two Modern Hungarian-Speaking Populations from the Carpathian Basin. Annals of Human Genetics, 2008 March 27. 72  (4):  519–534.
- Demattè, Paola. 2006. Writing the Landscape: Petroglyphs of Inner Mongolia and Ningxia Province (China). In: Beyond the steppe and the sown: proceedings of the 2002 University of Chicago Conference on Eurasian Archaeology, edited by David L. Peterson et al. Brill. Colloquia Pontica: series on the archaeology and ancient history of the Black Sea area; 13. 300–313. (Proceedings of the First International Conference of Eurasian Archaeology, University of Chicago, May 3–4, 2002)
- Davydova, Anthonina. The Ivolga archaeological complex. Part 1. The Ivolga fortress. In: Archaeological sites of the Xiongnu, vol. 1. St Petersburg, 1995.
- Davydova, Anthonina. The Ivolga archaeological complex. Part 2. The Ivolga cemetery. In: Archaeological sites of the Xiongnu, vol. 2. St Petersburg, 1996.
- Davydova, Anthonina & Minyaev Sergey. The complex of archaeological sites near Dureny village. In: Archaeological sites of the Xiongnu, vol. 5. St Petersburg, 2003.
- Davydova, Anthonina & Minyaev Sergey. The Xiongnu Decorative bronzes. In: Archaeological sites of the Xiongnu, vol. 6. St Petersburg, 2003.
- Di Cosmo, Nicola. 1999. The Northern Frontier in Pre-Imperial China. In: The Cambridge History of Ancient China, edited by Michael Loewe and Edward Shaughnessy. Cambridge University Press.
- Di Cosmo, Nicola. (2004). Ancient China and its Enemies: The Rise of Nomadic Power in East Asian History. Cambridge University Press.. (First paperback edition; original edition 2002)
- J.K., Fairbank; Têng, S.Y. (1941). „On the Ch'ing Tributary System”. Harvard Journal of Asiatic Studies. 6 (2): 135—246. JSTOR 2718006. doi:10.2307/2718006.
- Geng, Shimin [耿世民] (2005). 阿尔泰共同语、匈奴语探讨 [On Altaic Common Language and Xiongnu Language]. Language and Translation (2). ISSN 1001-0823. OCLC 123501525. Архивирано из оригинала 25. 2. 2012. г.
- Genome News Network. 2003 July 25. "Ancient DNA Tells Tales from the Grave"
- Grousset, René (1970). The empire of the steppes: a history of central Asia. Rutgers University Press..
- Gumilev L. N. 1961. История народа Хунну (History of the Hunnu people).
- Hall, Mark & Minyaev, Sergey. (2002). „Chemical Analyses of Xiong-nu Pottery: A Preliminary Study of Exchange and Trade on the Inner Asian Steppes”. Journal of Archaeological Science.. 29, pp. 135–144
- Harmatta, János (1. 1. 1994). „Conclusion”.  Ур.: Harmatta, János. History of Civilizations of Central Asia: The Development of Sedentary and Nomadic Civilizations, 700 B. C. to A. D. 250. UNESCO. стр. 485—492. ISBN 978-9231028465. Приступљено 29. 5. 2015.
- (језик: мађарски) Helimski, Eugen. "A szamojéd népek vázlatos története" (Short History of the Samoyedic peoples). In: The History of the Finno-Ugric and Samoyedic Peoples. 2000, Eötvös Loránd University, Budapest, Hungary.
- Henning, W. B. (1948). „The date of the Sogdian ancient letters”. Bulletin of the School of Oriental and African Studies, University of London. 12 (3/4): 601—615. JSTOR 608717. doi:10.1017/S0041977X00083178.. Bulletin of the School of Oriental and African Studies (BSOAS), 12(3–4): 601–615.
- Hill, John E (2009). Through the Jade Gate to Rome: A Study of the Silk Routes during the Later Han Dynasty, 1st to 2nd Centuries CE. BookSurge. стр. 69—74. ISBN 978-1-4392-2134-1.. BookSurge, Charleston, South Carolina. . (Especially)
- Hucker, Charles O. (1975). China's Imperial Past: An Introduction to Chinese History and Culture. Stanford University Press. ISBN 0-8047-2353-2.
- N. Ishjamts.;  . (1999). „Nomads In Eastern Central Asia”. History of civilizations of Central Asia. Volume 2: The Development of Sedentary and Nomadic Civilizations, 700 bc to ad 250; Edited by Janos Harmatta . UNESCO. ISBN 92-3-102846-4. . 151–170.
- Jankowski, Henryk (2006). Historical-Etymological Dictionary of Pre-Russian Habitation Names of the Crimea. Handbuch der Orientalistik [HdO], 8: Central Asia; 15. Brill. ISBN 978-90-04-15433-9.
- Kradin N.N. н Крадин, Н. (2001). Hun Empire (2nd изд.). Логос. ISBN 5-94010-124-0.. Acad. , updated and added., Moscow: Logos, 2002,
- Kradin, Nikolay. 2005. Social and Economic Structure of the Xiongnu of the Trans-Baikal Region. Archaeology, Ethnology & Anthropology of Eurasia, No 1 (21), p. 79–86.
- Kradin, Nikolay. 2012. New Approaches and Challenges for the Xiongnu Studies. In: Xiongnu and its eastward Neighbours. Seoul,  p. 35–51.
- Kiuner (Kjuner, Küner) [Кюнер], N.V. 1961. Китайские известия о народах Южной Сибири, Центральной Азии и Дальнего Востока (Chinese reports about peoples of Southern Siberia, Central Asia, and Far East). Moscow.
- Klyashtorny S.G. [Кляшторный С.Г.]. 1964. Древнетюркские рунические памятники как источник по истории Средней Азии. (Ancient Türkic runiform monuments as a source for the history of Central Asia). Moscow: Nauka.
- (језик: немачки) Liu Mau-tsai.  Die chinesischen Nachrichten zur Geschichte der Ost-Türken (T'u-küe). Wiesbaden: Otto Harrassowitz. 1958..
- Loewe, Michael. 1974. The campaigns of Han Wu-ti. In: Chinese ways in warfare, ed. Frank A. Kierman, Jr., and John K. Fairbank. Harvard University Press.
- Maenschen-Helfen, Otto (1973). The World of the Huns: Studies in Their History and Culture. University of California Press. ISBN 978-0-520-01596-8. Приступљено 18. 2. 2015.
- Minyaev, Sergey. On the origin of the Xiongnu // Bulletin of International association for the study of the culture of Central Asia, UNESCO. Moscow, 1985, No. 9.
- Minyaev, Sergey. News of Xiongnu Archaeology // Das Altertum, vol. 35. Berlin, 1989.
- Miniaev, Sergey (1990). „Niche Grave Burials of the Xiong-nu Period in Central Asia”. 17: 91—99., Information Bulletin, Inter-national Association for the Cultures of Central Asia. .
- Minyaev, Sergey. The excavation of Xiongnu Sites in the Buryatia Republic// Orientations. 26 (10). новембар 1995. Недостаје или је празан параметар |title= (помоћ), Hong Kong,.
- Minyaev, Sergey. Les Xiongnu// Dossiers d' archaeologie, # 212. Paris 1996.
- Minyaev, Sergey. Archaeologie des Xiongnu en Russie: nouvelles decouvertes et quelques Problemes. In: Arts Asiatiques, tome 51, Paris, 1996.
- Minyaev, Sergey. The origins of the "Geometric Style" in Hsiungnu art // BAR International series 890. London, 2000.
- Minyaev, Sergey. Art and archeology of the Xiongnu: new discoveries in Russia. In: Circle of Iner Asia Art, Newsletter, (14):, pp. 3–9
- Minyaev, Sergey & Smolarsky Phillipe. Art of the Steppes. Brussels, Foundation Richard Liu, 2002.
- Minyaev, Sergey. Derestuj cemetery. In: Archaeological sites of the Xiongnu, vol. 3. St-Petersburg, 1998.
- Miniaev, Sergey & Sakharovskaja, Lidya. Investigation of a Xiongnu Royal Tomb in the Tsaraam valley, part 1. In: Newsletters of the Silk Road Foundation. 4 (1). Недостаје или је празан параметар |title= (помоћ), 2006.
- Miniaev, Sergey & Sakharovskaja, Lidya. Investigation of a Xiongnu Royal Tomb in the Tsaraam valley, part 2. In: Newsletters of the Silk Road Foundation. 5 (1). Недостаје или је празан параметар |title= (помоћ), 2007.
- Minyaev, Sergey. The Xiongnu cultural complex: location and chronology. In: Ancient and Middle Age History of Eastern Asia. Vladivostok, 2001, pp. 295–305.
- Miniaev, Sergey & Elikhina, Julia.  On the chronology of the Noyon Uul barrows. The Silk Road 7 ( 21–30).
- (језик: мађарски) Obrusánszky, Borbála. 2006 October 10. Huns in China (Hunok Kínában) 3.
- (језик: мађарски) Obrusánszky, Borbála. 2009. Tongwancheng, city of the southern Huns. Transoxiana, August 2009, 14. ISSN 1666-7050.
- (језик: француски) Petkovski, Elizabet. 2006. Polymorphismes ponctuels de séquence et identification génétique: étude par spectrométrie de masse MALDI-TOF. Strasbourg: Université Louis Pasteur. Dissertation
- Potapov L.P. [Потапов, Л. П.] 1969. Этнический состав и происхождение алтайцев (Etnicheskii sostav i proiskhozhdenie altaitsev, Ethnic composition and origins of the Altaians). Leningrad: Nauka. Facsimile in Microsoft Word format.
- (језик: немачки) Pritsak O. 1959. „XUN Der Volksname der Hsiung-nu”. Central Asiatic Journal. 5: 27—34..
- Psarras, Sophia-Karin (2003). „Han and Xiongnu: A Reexamination of Cultural and Political Relations (I)”. Monumenta Serica. 51: 55—236. JSTOR 40727370. doi:10.1080/02549948.2003.11731391.. 51. (2003): 55–236. Web. 12 Dec. 2012. <  https://www.jstor.org/stable/40727370. Недостаје или је празан параметар |title= (помоћ)>.
- Pulleyblank, Edwin G. (2000). „Ji 姬 and Jiang 姜: The Role of Exogamic Clans in the Organization of the Zhou Polity” (PDF). Early China. 25 (25): 1—27. doi:10.1017/S0362502800004259. Архивирано из оригинала (PDF) 18. 11. 2017. г. Приступљено 1. 12. 2017.
- Sims-Williams, Nicholas. 2004. The Sogdian ancient letters. Letters 1, 2, 3, and 5 translated into English.
- Talko-Gryntsevich, Julian. Paleo-Ethnology of Trans-Baikal area. In: Archaeological sites of the Xiongnu, vol. 4. St Petersburg, 1999.
- Taskin V.S. [Таскин В.С.]. 1984. Материалы по истории древних кочевых народов группы Дунху (Materials on the history of the ancient nomadic peoples of the Dunhu group). Moscow.
- Toh, Hoong Teik (2005). „The -yu Ending in Xiongnu, Xianbei, and Gaoju Onomastica” (PDF). Sino-Platonic Papers. 146.
- Vaissière (2005). „Huns et Xiongnu”. Central Asiatic Journal (на језику: француски). 49 (1): 3—26.
- Vaissière, Étienne de la. 2006. Xiongnu. Encyclopædia Iranica online.
- Vovin, Alexander (2000). „Did the Xiongnu speak a Yeniseian language?”. Central Asiatic Journal. 44 (1): 87—104.
- Wink, A. 2002. Wink, André (2002). Al-Hind: making of the Indo-Islamic World. BRILL. ISBN 0-391-04174-6.. Brill.
- Yap, Joseph P. (2009). Wars with the Xiongnu: A translation from Zizhi tongjian. AuthorHouse. ISBN 978-1-4490-0604-4.
- Zhang, Bibo (张碧波); Dong, Guoyao (董国尧) (2001).  中国古代北方民族文化史 [Cultural History of Ancient Northern Ethnic Groups in China]. Harbin: Heilongjiang People's Press. ISBN 978-7-207-03325-3.
- Потапов, Л. П. 1966. Этнионим Теле и Алтайцы. Тюркологический сборник, 1966: 233–240. Moscow: Nauka. (Potapov L.P., The ethnonym "Tele" and the Altaians. Turcologica 1966: 233–240).
- Houle, J. and L.G. Broderick (2011),  "Settlement Patterns and Domestic Economy of the Xiongnu in Khanui Valley, Mongolia", 137–152. In Xiongnu Archaeology: Multidisciplinary Perspectives of the First Steppe Empire in Inner Asia Спољашња веза у |title= (помоћ).
- Yap, Joseph P (2019). The Western Regions, Xiongnu and Han: From the Shiji, Hanshu and Hou Hanshu. The Western Regions, Xiongnu and Han, from the Shiji, Hanshu and Hou Hanshu. ISBN 978-1792829154.

## Dodatna literatura
- Li, Chunxiang; Li, Hongjie; Cui, Yinqiu; Xie, Chengzhi; Cai, Dawei; Li, Wenying; Victor, Mair H.; Xu, Zhi; Zhang, Quanchao; Abuduresule, Idelisi; Jin, Li; Zhu, Hong; Zhou, Hui (2010). „Evidence that a West-East admixed population lived in the Tarim Basin as early as the early Bronze Age”. BMC Biology. 8: 15. PMC 2838831 . PMID 20163704. doi:10.1186/1741-7007-8-15 .